# 로레인겨울잠쥐
로레인겨울잠쥐(Graphiurus lorraineus)는 겨울잠쥐과에 속하는 설치류의 일종이다. 카메룬과 콩고민주공화국, 가나, 기니비사우, 라이베리아, 나이지리아, 시에라리온, 탄자니아 그리고 우간다에서 발견된다. 자연 서식지는 아열대 또는 열대 기후 지역의 습윤 저지대 숲과 습윤 사바나 지역 그리고 농장이다.